# 흰허리수리
흰허리수리(Verreaux's eagle)는 크고, 대부분이 아프리카의 맹금류이다. 아시아에서 동쪽으로 멀리 떨어진 곳에 사는 인도검은수리(Ictinaetus malayensis)와 혼동하지 않기 위해 특히 아프리카 남부에서 검은수리라고도 불린다. 아프리카 남부와 동부의 구릉 지대와 산악 지대 (차드까지 약간 분포)에서 서식하며, 특히 서아프리카와 아라비아 반도, 중동 남부 지역에서 서식한다.
흰허리수리는 세계에서 가장 전문화된 수리과 종 중 하나로, 분포와 생활사가 가장 좋아하는 먹이 종인 바위너구리를 중심으로 하고 있다. 바위너구리의 개체수가 감소할 때, 이 종은 작은 영양, 닭, 산토끼, 원숭이, 그리고 다른 다양한 척추동물과 같은 다른 먹이에서 혼합적인 성공을 거두며 생존하는 것으로 나타났다. 흰허리수리는 고도의 전문화에도 불구하고 보존의 관점에서 역사적인 시대에 비교적 잘 살고 있다. 짐바브웨의 마토보 언덕에 있는 이 종의 개체군 중 하나는 1950년대 후반부터 지속적으로 상세한 연구가 진행되어 온 세계에서 가장 잘 연구된 독수리 개체군이다. 다른 모든 독수리들처럼, 이 종은 분류학적으로 수리목 (이전에는 매목에 포함)과 수리과에 속하며, 구어체로 수리과 또는 맹금류로 지칭될 수 있다.

## 분류학

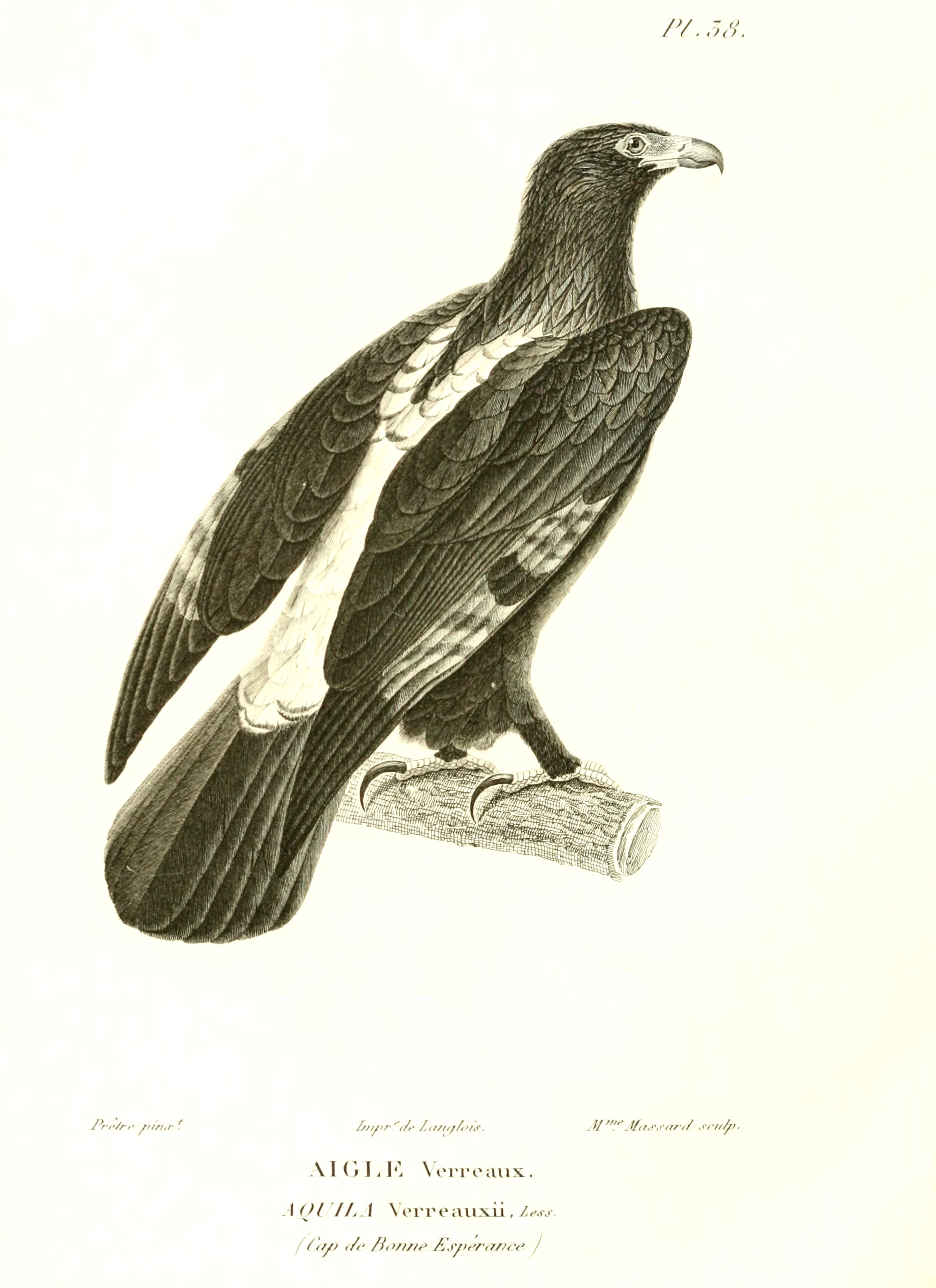
1830년에 출판된 레슨에 의한 종 설명의 삽화

이 종은 르네 레슨이 1830년에 출판한 센츄리 동물학에서 처음 기술되었다. 학명은 19세기 초에 남아프리카를 방문하여 프랑스 과학 아카데미를 위해 모식표본을 수집한 프랑스의 박물학자 쥘 베로를 기념한 것이다.
흰허리수리는 "흰점어깨수리"라고 불리는 넓은 무리의 맹금류의 일부로, 포함된 모든 종들은 그들의 타조 위에 깃털을 가지고 있는 반면, 대부분의 다른 수리과는 특징으로 정의된다. 이 분류군에는 검붉은뿔매속과 관머리뿔매속을 포함한 뿔매로 기술된 모든 종과 검붉은뿔매, 긴관머리독수리, 관뿔매, 붉은배뿔매, 검은수리, 검독수리 등의 다양한 단형속이 포함된다. 검독수리속은 남아메리카와 남극 대륙을 제외한 모든 대륙에 분포한다. 20여 종까지 이 속에 분류되었지만, 전통적으로 포함된 일부 종의 분류학적 위치에 대해서는 최근 의문이 제기되고 있다. 전통적으로 검독수리는 표면적으로는 크고, 주로 갈색 또는 어두운 색의 흰점어깨수리로 분류되어 왔으며, 어린 개체에서 다 자란 깃털로 전환하는 과정에서 거의 변화가 없다.

## 묘사

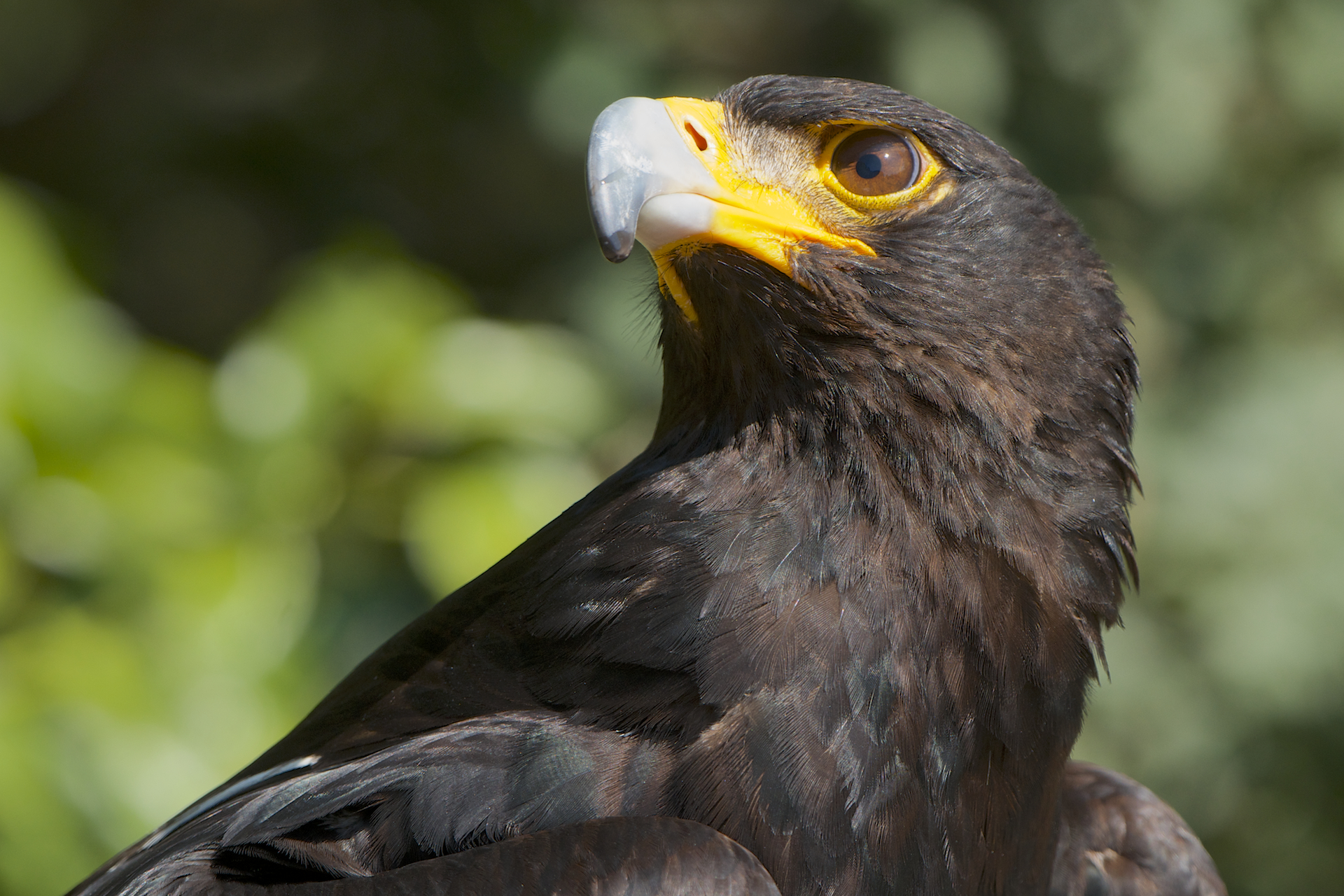
흰허리수리의 초상

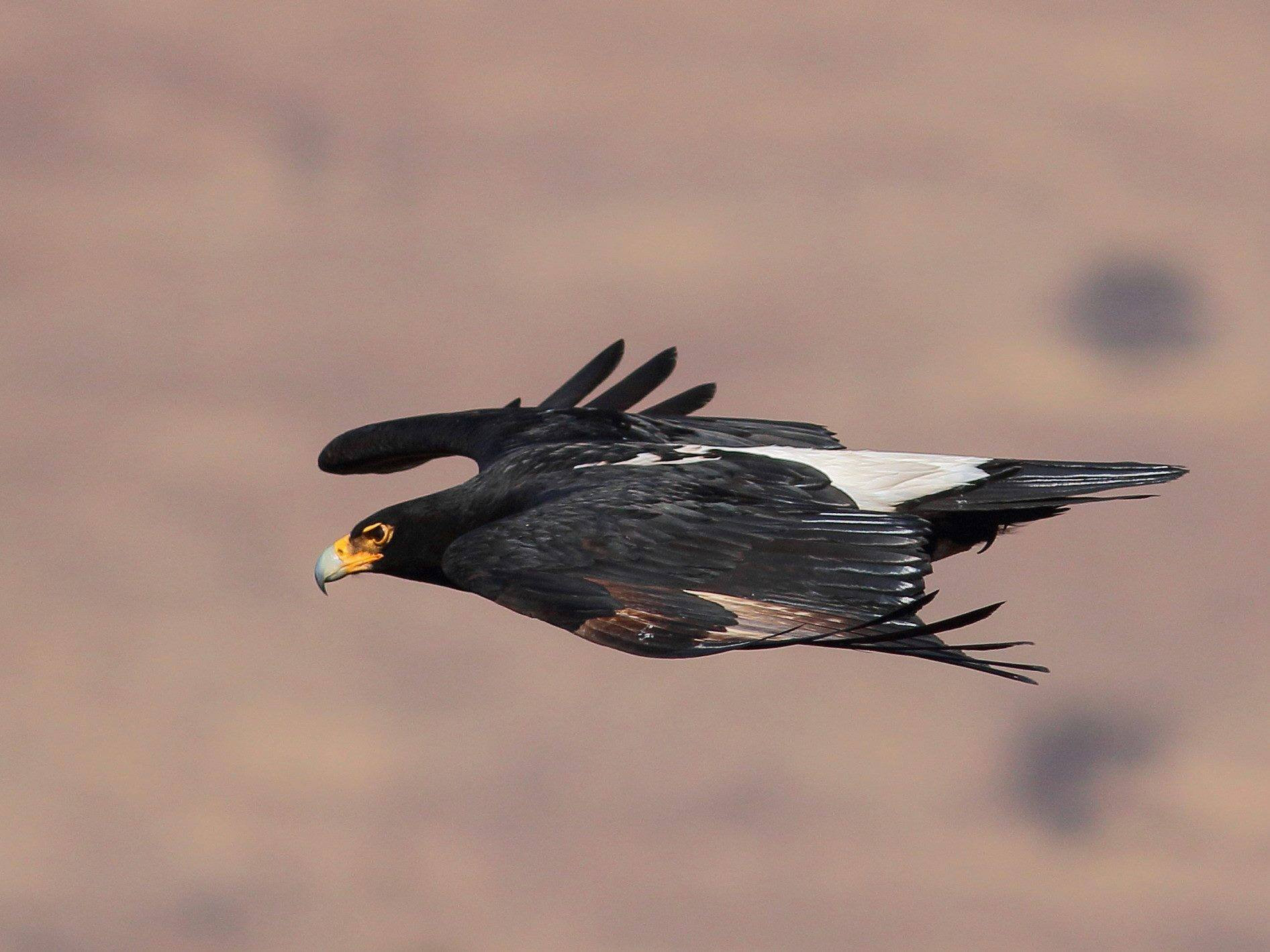
남아프리카 공화국에서 비행 중인 성체 흰허리수리

흰허리수리는 매우 큰 수리류이다. 부리에서 꼬리 끝까지 길이가 75~96cm로 세계에서 여섯 번째로 길다. 수컷의 몸무게는 3~4.2kg, 암컷의 몸무게는 3.1~7kg이다. 평균 몸무게는 약 4.19kg으로 암컷과 수컷 독수리 21마리의 몸무게를 기준으로 한다. 다른 보고된 바에 따르면, 흰허리수리의 평균 몸무게는 더 낮았고, 7마리의 새들은 평균 3.32kg이었고, 4마리의 새들은 평균 3.72 kg이었다. 또 다른 연구에서는 수컷 7마리가 평균 3.76kg, 암컷 7마리가 평균 4.31kg으로 나타났다. 몸무게가 나가는 독수리의 또 다른 그룹에서, 네 마리의 암컷이 평균 4.6kg인 것으로 밝혀졌다. 그것은 세계에서 7번째 또는 8번째로 무거운 살아있는 수리류이다. 선형 측정이 아니더라도 평균 질량과 전체 무게 범위에서, 흰허리수리는 아프리카 수리 중 가장 큰 이름을 가진 때때로 경쟁자인 잔점배무늬독수리와 크기가 매우 유사하다. 또한 "흰점어깨수리" 씨족 중 현존하는 가장 큰 일원으로서 잔점배무늬독수리와 검독수리에 필적한다. 날개 폭은 1.81~2.3m이다. 수컷의 날개 코드는 56.5~59.5cm이고, 암컷의 날개 코드는 59~64cm이다. 흰허리수리의 다른 표준 치수들 중에서, 암수 모두 꼬리 길이가 27.2~36cm이고, 타수 길이가 9.5~11cm이다. 암컷의 작은 크기의 장점을 제외하면, 다 자란 수컷과 암컷은 물리적으로 서로 구별할 수 없다. 성체 흰허리수리들은 대부분 제트블랙 색을 띤다. 검은 깃털과 대조적으로 세레알의 노란색 (입술은 총-금속 회색), 눈고리, 눈썹이 모두 눈에 띈다. 하늘을 나는 새들에게서 더 두드러지는 것은 등 쪽의 흰색, 엉덩이, 윗꼬리 덮개와 견갑골의 일부로 V자 모양의 반점을 형성하지만, 이 특징은 횃불을 가진 새들에게서 부분적으로 가려진다. 성체는 또한 위와 아래에서 날아다니는 것을 볼 때 손목 관절 (원초의 기저부)의 날개 깃털에 눈에 띄는 흰색 창문을 가지고 있다. 부리는 튼튼하고, 머리는 비교적 긴 목에 두드러지며 다리는 깃털이 가득 나 있다.

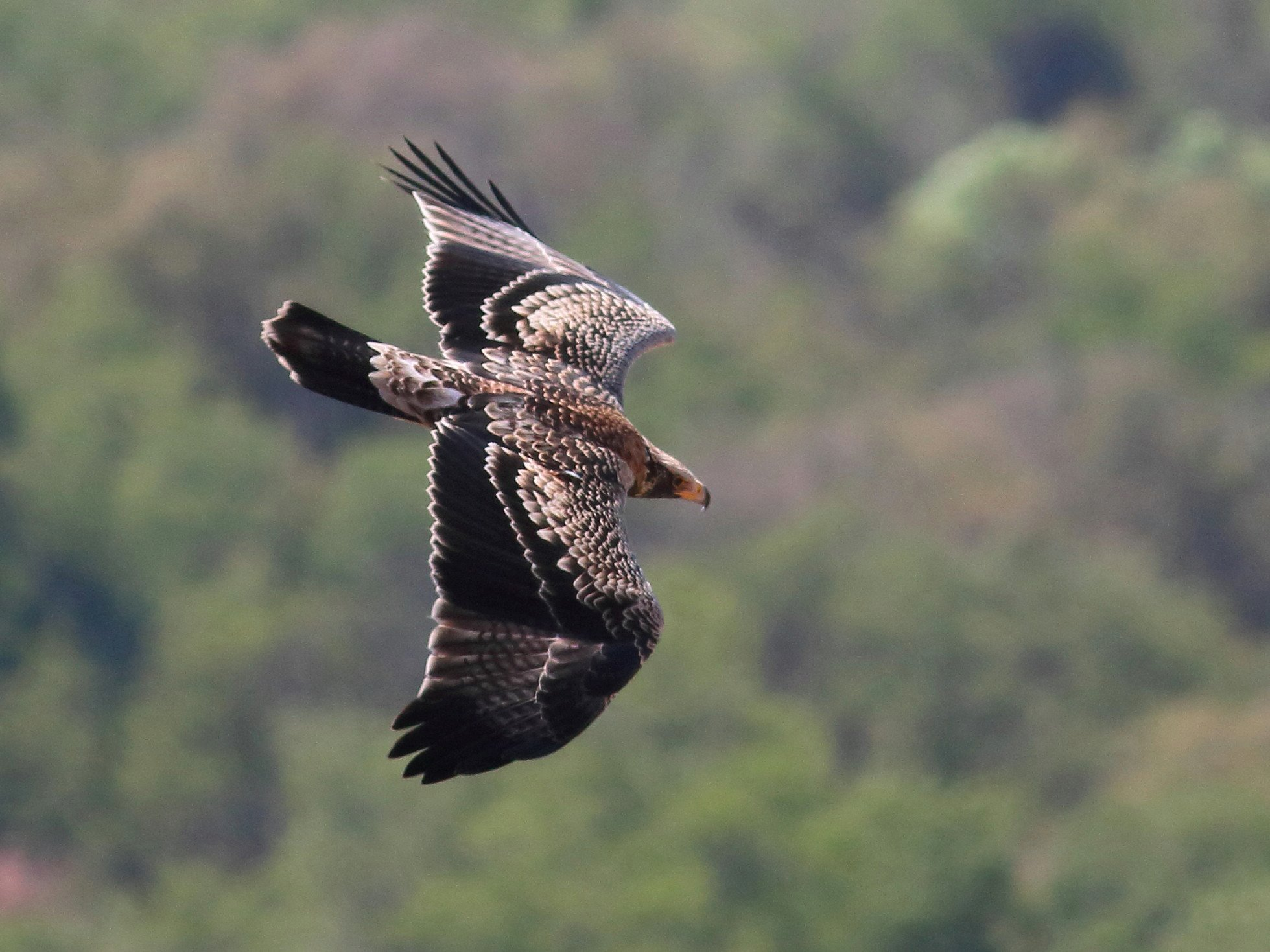
어린 흰허리수리

어린 깃털과 미성숙 깃털은 성체 깃털과 현저한 차이가 있다. 전체적으로 짙은 갈색이다. 미성숙한 깃털은 대조적인 황금빛 왕관과 붉은빛 또는 생강빛 목덜미와 맨틀을 가지고 있다. 이마에는 작은 흰색 줄무늬가 있고 뺨에는 검은색 줄무늬가 있다. 목덜미는 짙은 줄무늬가 있고, 아랫목은 옅은 갈색, 가슴은 갈색이다. 나머지 아랫면은 갈색이지만 검고 얼룩진 붉은 배부터 크림색 배까지, 가볍게 표시된 크림색 허벅지와 다리에 해당한다. 윗꼬리와 윗날개 덮개의 깃털은 갈색이며 어린 새의 흰색 줄무늬가 있는 반면, 다른 꼬리와 날개의 깃털은 거의 검은색이다. 비행 중 아래에서 볼 때 날개 깃털은 상당히 희끄무레한 반점을 보이며, 일반적으로 성체 깃털에서 볼 수 있는 것보다 더 광범위한 흰색이 있다. 미성숙한 깃털은 짙은 갈색 홍채와 노란색 발을 가지고 있다. 검은색 깃털은 갈색 끝이 흩어져 있는 깃털 사이에서 2~5세까지 증가하지만, 대조적인 크림색 가랑이는 3년째까지 유지된다. 4년째에는 목덜미에 황갈색 헝겊이 있고 갈색 깃털이 남아 있다. 약 5세에 성체 단계가 끝나면 깃털은 성체와 거의 구별할 수 없다. 성체 깃털은 아마도 5~6년 안에 완전히 형성될 것이다.

### 울음소리

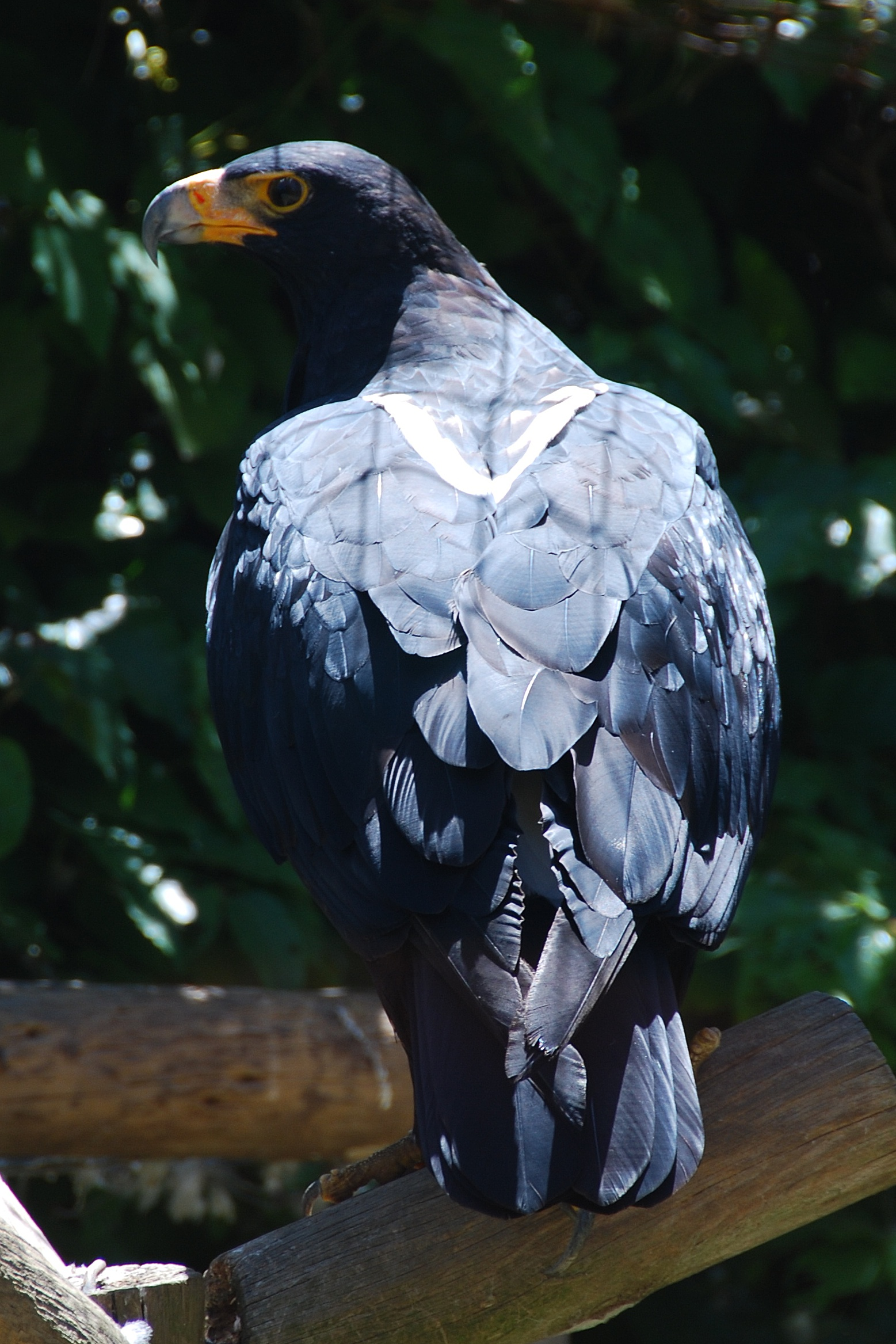
남아프리카 공화국에 사로잡힌 흰허리수리

이 종은 대체로 조용하지만, 가까운 사촌인 검독수리보다 더 강한 성악가이다. 병아리 우는 소리와 지저귀는 소리는 어린 칠면조나 자고새의 그것과 유사하며, 짝이 다시 만나는 것과 같은 다양한 맥락에서 들려왔다. 더 놀라운 소리는 연락 통화로 사용되거나 침입자를 추적하는 동안 whaeee-whaeee, heeeee-oh 또는 keeooo-keeooo 전화를 울리는 큰 소리이다. 다양한 비명, 짖는 소리, 짖는 소리, 울음소리, 그리고 울음소리가 잠재적인 포유류 포식자들에게 전달되는 것으로 알려져 있다. 어린 개체는 처음에는 약한 울음소리를 내다가 나중에는 어른처럼 딸깍 소리를 내기 쉽다.

## 분포 및 서식지
흰허리수리는 특정 서식지 요건을 가지고 있으며, 특정 서식지 유형을 제외하고는 드물다. 사바나 지역과 가시덤불, 사막 아래에 둘러싸인 절벽과 협곡 사이의 바위 언덕부터 높은 산에 이르기까지 건조하고 바위가 많은 환경에서 서식한다. 연평균 강수량이 60cm 미만인 건조 지역에서 발견되는 경우가 많다.
에티오피아와 동아프리카에서 가장 높은 해발 4,000m까지 분포한다. 흰허리수리는 수단의 마라산에서 남쪽으로 수단을 거쳐 에리트레아의 북위 16도 지점까지 소말리아 북부 산맥을 따라 에티오피아의 상당 지역 (대부분 중앙, 산악 척추)에서 발견되며, 우간다 북동부와 케냐, 콩고 민주 공화국 최동단, 탄자니아에서도 서식하는 것으로 추정된다.

## 개체 및 상태

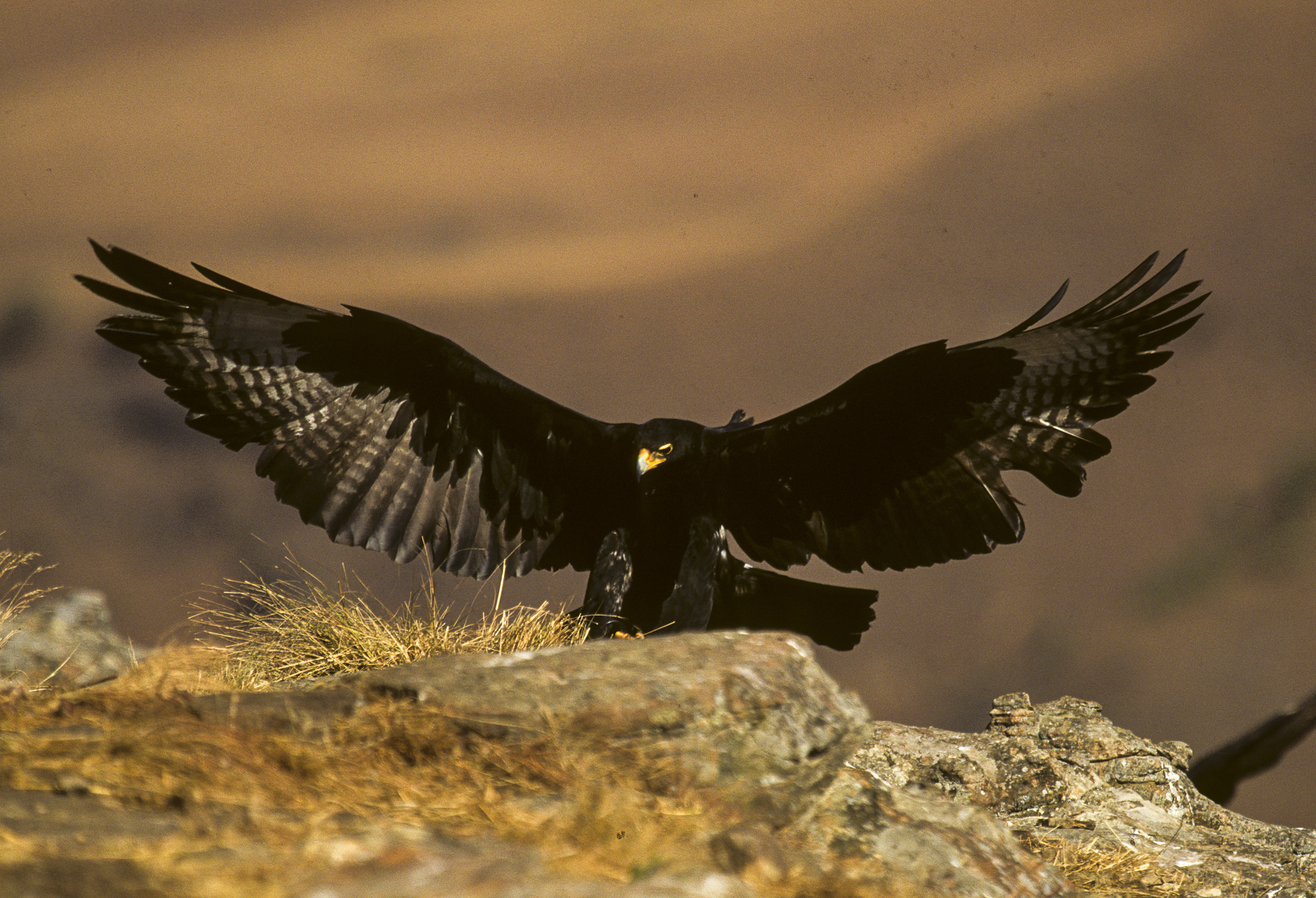
자이언츠 캐슬에서 흰허리수리

흰허리수리의 둥지는 연간 40~50%의 성공률을 보이는 것으로 추정된다. 바위너구리가 연간 0.56마리로 흔할 때 둥지를 짓는 성공률은 훨씬 더 높다. 실제로 열악한 먹이 지역에서는 번식 시도가 일반적으로 일어나지 않은 반면 (66%는 번식을 시도하지 않았다), 24%는 더 나은 먹이 지역에서 번식을 시도하지 않았다. 번식 시도 빈도는 습한 해에 더 낮다. 거의 90%는 300mm의 강우량으로 수년에 둥지를 트려고 시도한 반면, 45%는 약 1,000mm의 강우량으로 몇 년 동안 둥지를 트려고 시도했다. 마토보 국립공원에서 짝짓기를 하지 않은 성충이 한 쌍의 둥지 영역에 지속적으로 침입하면 둥지 성공에 악영향을 미치는 것으로 보였다.
평균 수명은 16년으로 추정된다. 흰허리수리의 총 개체 수는 총 수만 마리 중 어느 정도인 것으로 추정된다. 남아프리카 공화국 북동부의 현지 번식 개체 수는 240쌍으로 추정되며, 웨스턴케이프주에서는 2,000쌍 이상이 서식할 가능성이 있다. 흰허리수리는 잔점배무늬독수리가 서식하는 사바나나 관뿔매가 서식하는 숲과 달리 일반적으로 인간 파괴에 취약하지 않은 잔구 서식지에 서식한다. 다른 두 마리의 큰 아프리카 독수리와 달리 이 독수리들은 자주 썩지 않기 때문에 자칼을 방제하기 위해 방치된 사체에서 중독될 위험이 거의 없다. 그럼에도 불구하고 어떤 사람들은 작은 가축에 위협이 된다는 잘못된 믿음으로 인해 기회가 주어졌을 때 총을 쏘거나 박해하기도 한다.